# Luis Fernando León
Luis Fernando León (n. Valencia, Ecuador; 11 de abril de 1993) es un futbolista ecuatoriano. Juega de defensa y su equipo actual es el Club Sport Emelec de la Serie A de Ecuador.

## Trayectoria

### Norte América
Fernando León realiza las formativas en el Club Sport Norte América, debutaría con el equipo guayaquileño en 2009 en el torneo de Segunda Categoría. En el año 2010 llega a las filas del Independiente del Valle de la ciudad de Sangolquí.

### Independiente del Valle
En el 2010 llega a las inferiores del Independiente del Valle, debuta en la Primera Categoría A en 2011 ante Deportivo Cuenca, teniendo destacadas actuaciones en la parte defensiva no solo en el campeonato local sino también en torneos internacionales como Copa Libertadores de América y Copa Sudamericana.

### Atlético de San Luis
Desde la temporada 2020 sus derechos deportivos son fueron adquiridos por el Atlético de San Luis de la Primera División de México.

### Barcelona
En 2021 jugó cedido a préstamo con opción a compra en Barcelona Sporting Club de Ecuador, tras finalizar su contrato volvió al club mexicano.

### Emelec
En febrero de 2023 llegó cedido a préstamo al Club Sport Emelec de Ecuador. Tras consolidarse como titular siendo uno de los referentes y capitanes del equipo, el club hizo uso de la opción a compra y extendió su contrato hasta 2027.

## Selección nacional

### Categorías inferiores
Fernando León fue parte de la selección ecuatoriana que disputó el Campeonato Sudamericano Sub-20 de 2013, disputando la mayoría de partidos como titular.

#### Participaciones en Sudamericanos
| Campeonato                  | Sede      | Resultado   | Partidos | Goles |
| --------------------------- | --------- | ----------- | -------- | ----- |
| Sudamericano Sub-20 de 2013 | Argentina | Sexto lugar | 8        | 0     |

### Selección absoluta
En 2014 bajo el mando del director técnico Sixto Vizuete, lo convoca para disputar los partidos amistosos contra las selecciones de Estados Unidos y El Salvador, debutando contra la selección de  Estados Unidos, entrando al cambio por Frickson Erazo.

#### Participaciones en eliminatorias
| Eliminatorias      | Sede            | Resultado    | Partidos | Goles |
| ------------------ | --------------- | ------------ | -------- | ----- |
| Eliminatorias 2018 | América del Sur | No clasificó | 0        | 0     |
| Eliminatorias 2022 | América del Sur | Clasificado  | 2        | 0     |

#### Participaciones en Copa América
| Copa              | Sede   | Resultado        | Partidos | Goles |
| ----------------- | ------ | ---------------- | -------- | ----- |
| Copa América 2021 | Brasil | Cuartos de final | 0        | 0     |

### Partidos internacionales
Actualizado al último partido jugado el 4 de diciembre de 2021.
| \| N.º \| Fecha \| Ciudad \| Rival \| Resultado \| Resultado \| Competición \| \| --- \| ----------------------- \| ------------- \| ----------------- \| --------- \| --------- \| ----------------------------------- \| \| 1. \| 10 de octubre de 2014 \| East Hartford \| Estados Unidos \| 1-1 \| Empate \| Amistoso \| \| 2. \| 26 de julio de 2017 \| Guayaquil \| Trinidad y Tobago \| 3-1 \| Victoria \| Amistoso \| \| 3. \| 29 de marzo de 2021 \| Sangolquí \| Bolivia \| 2-1 \| Victoria \| Amistoso \| \| 4. \| 2 de septiembre de 2021 \| Quito \| Paraguay \| 2-0 \| Victoria \| Eliminatorias al Mundial Catar 2022 \| \| 5. \| 9 de septiembre de 2021 \| Montevideo \| Uruguay \| 0-1 \| Derrota \| Eliminatorias al Mundial Catar 2022 \| \| 6. \| 4 de diciembre de 2021 \| Houston \| El Salvador \| 1-1 \| Empate \| Amistoso \| |                         |               |                   |           |           |                                     |
| N.º | Fecha                   | Ciudad        | Rival             | Resultado | Resultado | Competición                         |
| 1. | 10 de octubre de 2014   | East Hartford | Estados Unidos    | 1-1       | Empate    | Amistoso                            |
| 2. | 26 de julio de 2017     | Guayaquil     | Trinidad y Tobago | 3-1       | Victoria  | Amistoso                            |
| 3. | 29 de marzo de 2021     | Sangolquí     | Bolivia           | 2-1       | Victoria  | Amistoso                            |
| 4. | 2 de septiembre de 2021 | Quito         | Paraguay          | 2-0       | Victoria  | Eliminatorias al Mundial Catar 2022 |
| 5. | 9 de septiembre de 2021 | Montevideo    | Uruguay           | 0-1       | Derrota   | Eliminatorias al Mundial Catar 2022 |
| 6. | 4 de diciembre de 2021  | Houston       | El Salvador       | 1-1       | Empate    | Amistoso                            |

## Estadísticas

### Clubes
Actualizado al último partido jugado el 17 de agosto de 2025.
| Club                              | Div.          | Temporada     | Liga  | Liga  | Copas nacionales | Copas nacionales | Copas internacionales | Copas internacionales | Total | Total |
| Club                              | Div.          | Temporada     | Part. | Goles | Part.            | Goles            | Part.                 | Goles                 | Part. | Goles |
| --------------------------------- | ------------- | ------------- | ----- | ----- | ---------------- | ---------------- | --------------------- | --------------------- | ----- | ----- |
| C. S. Norte América · Ecuador     | 3.ª           | 2009          | 6     | 0     | Inexistentes     | Inexistentes     | Inexistentes          | Inexistentes          | 6     | 0     |
| C. S. Norte América · Ecuador     | Total club    | Total club    | 6     | 0     | 0                | 0                | 0                     | 0                     | 6     | 0     |
| Independiente del Valle · Ecuador | 1.ª           | 2010          | 0     | 0     | Inexistentes     | Inexistentes     | Inexistentes          | Inexistentes          | 0     | 0     |
| Independiente del Valle · Ecuador | 1.ª           | 2011          | 15    | 0     | Inexistentes     | Inexistentes     | Inexistentes          | Inexistentes          | 15    | 0     |
| Independiente del Valle · Ecuador | 1.ª           | 2012          | 37    | 3     | Inexistentes     | Inexistentes     | Inexistentes          | Inexistentes          | 37    | 3     |
| Independiente del Valle · Ecuador | 1.ª           | 2013          | 35    | 2     | Inexistentes     | Inexistentes     | 4                     | 0                     | 39    | 2     |
| Independiente del Valle · Ecuador | 1.ª           | 2014          | 34    | 0     | Inexistentes     | Inexistentes     | 10                    | 0                     | 44    | 0     |
| Independiente del Valle · Ecuador | 1.ª           | 2015          | 21    | 1     | Inexistentes     | Inexistentes     | 2                     | 0                     | 23    | 1     |
| Independiente del Valle · Ecuador | 1.ª           | 2016          | 37    | 1     | Inexistentes     | Inexistentes     | 6                     | 0                     | 43    | 1     |
| Independiente del Valle · Ecuador | 1.ª           | 2017          | 37    | 2     | Inexistentes     | Inexistentes     | 4                     | 0                     | 41    | 2     |
| Independiente del Valle · Ecuador | 1.ª           | 2018          | 39    | 0     | Inexistentes     | Inexistentes     | 1                     | 0                     | 40    | 0     |
| Independiente del Valle · Ecuador | 1.ª           | 2019          | 24    | 3     | 1                | 0                | 10                    | 1                     | 35    | 4     |
| Independiente del Valle · Ecuador | Total club    | Total club    | 279   | 12    | 1                | 0                | 37                    | 1                     | 317   | 13    |
| Atlético San Luis · México        | 1.ª           | 2019-20       | 10    | 0     | 0                | 0                | Inexistentes          | Inexistentes          | 10    | 0     |
| Atlético San Luis · México        | 1.ª           | 2020-21       | 6     | 0     | 0                | 0                | Inexistentes          | Inexistentes          | 6     | 0     |
| Barcelona S. C. · Ecuador         | 1.ª           | 2021          | 27    | 0     | 0                | 0                | 12                    | 0                     | 39    | 0     |
| Barcelona S. C. · Ecuador         | Total club    | Total club    | 27    | 0     | 0                | 0                | 12                    | 0                     | 39    | 0     |
| Atlético San Luis · México        | 1.ª           | 2021-22       | 13    | 1     | 0                | 0                | Inexistentes          | Inexistentes          | 13    | 1     |
| Atlético San Luis · México        | 1.ª           | 2022-23       | 14    | 0     | 0                | 0                | —                     | —                     | 14    | 0     |
| Atlético San Luis · México        | Total club    | Total club    | 43    | 1     | 0                | 0                | 0                     | 0                     | 43    | 1     |
| C. S. Emelec · Ecuador            | 1.ª           | 2023          | 25    | 0     | —                | —                | 10                    | 0                     | 35    | 0     |
| C. S. Emelec · Ecuador            | 1.ª           | 2024          | 25    | 3     | 2                | 1                | —                     | —                     | 27    | 4     |
| C. S. Emelec · Ecuador            | 1.ª           | 2025          | 4     | 1     | 1                | 0                | —                     | —                     | 5     | 1     |
| C. S. Emelec · Ecuador            | Total club    | Total club    | 54    | 4     | 3                | 1                | 10                    | 0                     | 67    | 5     |
| Total carrera                     | Total carrera | Total carrera | 409   | 17    | 4                | 1                | 59                    | 1                     | 472   | 19    |
| 1. 2.                             |               |               |       |       |                  |                  |                       |                       |       |       |

### Participaciones internacionales
| Torneo                 | Club                    | Resultados     |
| ---------------------- | ----------------------- | -------------- |
| Copa Sudamericana 2013 | Independiente del Valle | Segunda fase   |
| Copa Libertadores 2014 | Independiente del Valle | Fase de grupos |
| Copa Sudamericana 2014 | Independiente del Valle | Segunda fase   |
| Copa Libertadores 2015 | Independiente del Valle | Primera fase   |
| Copa Libertadores 2016 | Independiente del Valle | Subcampeón     |
| Copa Libertadores 2017 | Independiente del Valle | Segunda fase   |
| Copa Libertadores 2018 | Independiente del Valle | Segunda fase   |
| Copa Sudamericana 2019 | Independiente del Valle | Campeón        |

## Palmarés

### Campeonatos internacionales
| Título            | Club                    | Año  |
| ----------------- | ----------------------- | ---- |
| Copa Sudamericana | Independiente del Valle | 2019 |

### Distinciones individuales
| Distinción                                      | Año  |
| ----------------------------------------------- | ---- |
| Incluido en el once ideal de la LigaPro Serie A | 2023 |
| Incluido en el once ideal de la LigaPro Serie A | 2024 |